# Colorado Interstate Gas
Colorado Interstate Gas — розгалужена газопровідна система на заході США, переважно у штатах Колорадо та Вайомінг, що пов'язує між собою численні нафтогазоносні басейни та газові хаби.
Перший газопровід у складі майбутньої системи спорудили в 1928 році для постачання блакитного палива з родовищ басейну Анадарко на півночі Техасу через північно-східний кут Нью-Мексико і далі на північ до столиці штату Колорадо Денверу. Надходження природного газу дозволило зупинити виробництво штучного палива (світильний газ). В 1947 році до Денверу проклали ще одну лінію з басейну Хьюготон на південному заході Канзасу. До кінця наступного десятиліття також почалась подача газу в Денвер з родовищ західної Оклахоми та Вайомінгу.
Якщо перший газопровід системи мав довжину всього 340 миль, то станом на середину 2010-х років вона досягла 4300 миль. В її складі можна виділити дві основні частини, з'єднані через хаб Шаєнн:
- південно-східна, яка зв'язує згадані вище басейни Техасу, Оклахоми та Канзасу, а також розташовані в Колорадо родовища басейнів Скелястих гір — Ратон та Денвер-Юлесбург (в останньому з початком «сланцевої революції» розробляється формація Ніобрара);
- західна, що надає доступ до ряду інших басейнів Скелястих гір — Uinta (північно-східний кут Юти), Piceance (північний захід Колорадо), Грейт-Грін-Рівер (суміжні райони Колорадо та Вайомінгу), Вінд-Рівер, Біг-Хорн, Паудер-Рівер (Вайомінг).

До системи під'єднано ряд підземних сховищ газу — Totem, Latigo, Fort Morgan, Young, Flank, Boehm (всі в Колорадо крім останнього, що знаходиться в Канзасі).
Можливо відзначити, що в суміжних районах Колорадо та Вайомінгу маршрут Colorado Interstate Gas значною мірою дублюється системою Wyoming Interstate Company. Також існують інтерконектори з численними газопровідними системами, що постачають блакитне паливо на захід та південний захід (Ruby pipeline, Kern River Gas Transmission у хабі Опал на південному заході Вайомінгу), південь (TransColorado у хабі Мікер на північному заході Колорадо), південний схід та схід (Cheyenne Plains Gas Pipeline, Trailblazer Pipeline у хабі Шаєнні). Що стосується потужної системи східного спрямування Rockies Express, то з нею існує сполучення в усіх названих вище газових хабах.
Загальна пропускна здатність трубопроводів системи досягає 53 млрд.м3 на рік.